# Punta Bellingshausen
El punta Bellingshausen (en inglés: Bellingshausen Point) es una punta en el lado este de la entrada a la bahía Foca Leopardo, en la Bahía de las Islas, Georgia del Sur. Fue trazada en 1912-1913 por Robert Cushman Murphy, naturalista a bordo del bergantín Daisy, quien lo nombró por Fabian Gottlieb von Bellingshausen.